# Liste der Fornminnen in Augerum

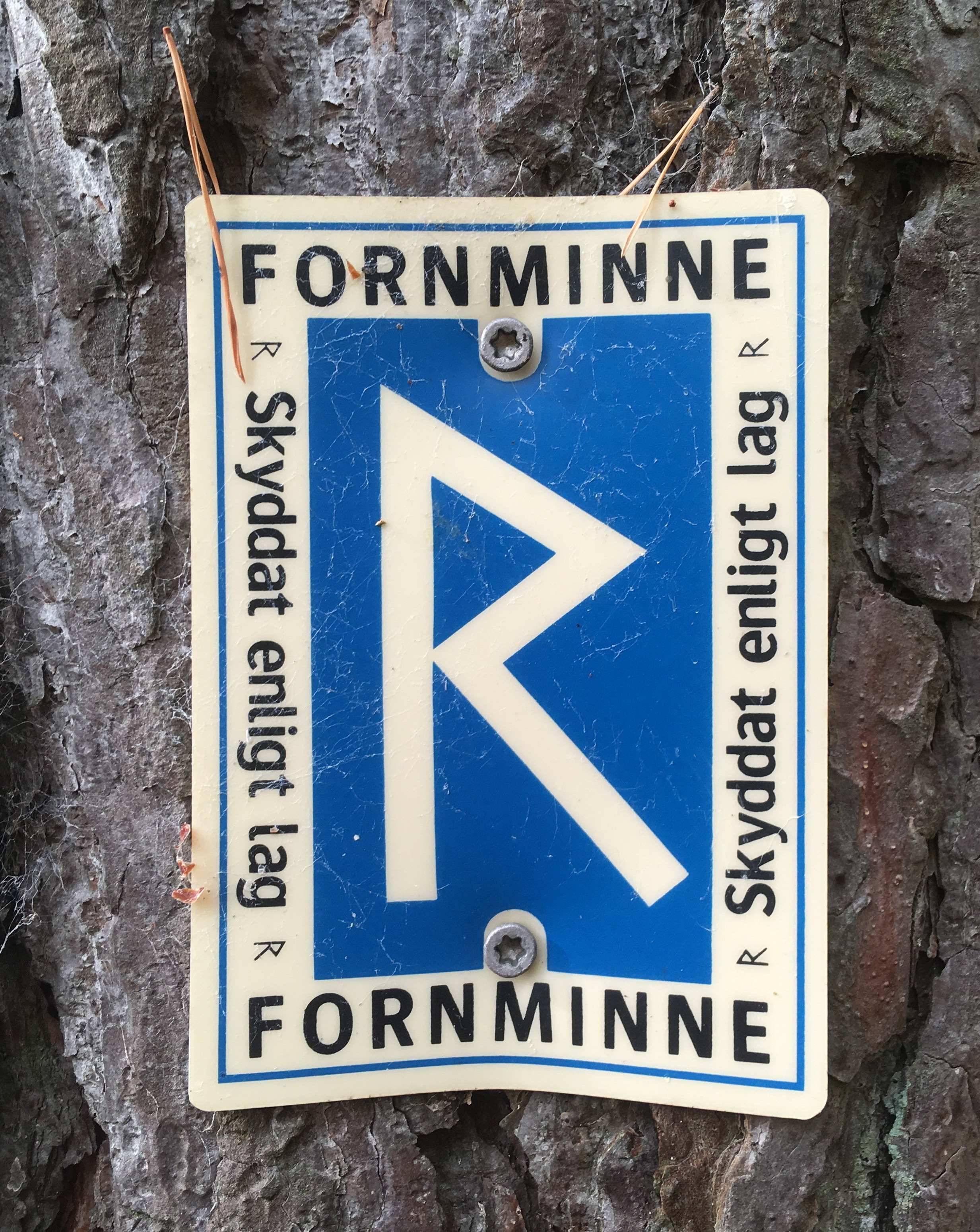
Zeichen für „Fornminnen“ in Schweden

Diese Liste der Fornminnen in Augerum zeigt die „Alten/antiken Denkmale“ (schwedisch fornminnen) im ehemaligen Socken Augerum (ohne Karlskrona – siehe und Tjurkö – siehe) in der heutigen Gemeinde Karlskrona der südschwedischen Provinz Blekinge län, sie ist eine Teilliste der „Liste der Fornminnen in Blekinge“. Die Aufteilung basiert auf der historischen Zuordnung der Gebiete in Socken (siehe auch) und der Einteilung des Zentralamts für Denkmalpflege Riksantikvarieämbetet (RAÄ). Es werden die Fornminnen aufgeführt, die auf dem Suchdienst „Fornsök“ registriert sind, welcher weitere Informationen zu den bekannten kulturhistorischen Überresten in Schweden enthält.

## Begriffserklärung
Fornminnen (schwedisch für alte/antike Denkmale oder archäologische Funde) sind in Schweden alte Objekte und archäologische Funde (Fornlämningar), welche die Überreste menschlicher Aktivitäten in der Vergangenheit bezeichnen, die durch frühere Nutzung entstanden sind und dauerhaft aufgegeben wurden. Dabei gilt für Fornminnen, die vor 1850 entstanden sind, dass sie automatisch durch das Gesetz geschützt sind. Aber auch jüngere Überreste können zu Bodendenkmalen erklärt werden, wenn sie sich an ihrem ursprünglichen Standort befinden und weitgehend erdgebunden sind. Als Fornminnen zählen u. a. Siedlungen und Siedlungsreste aus prähistorischer Zeit, Gräber und Grabstätten, Burgruinen, Ruinen von Klöstern, Kirchen und Schlössern, Steine und Felsen mit Inschriften und Bildern (z. B. Runensteine und Petroglyphen), insofern sie nicht schon als Einzeldenkmal unter Byggnadsminnen (schwedisch für Baudenkmale) oder kyrkliga Kulturminnen (schwedisch für kirchliches Kulturgut) ausgewiesen sind.

## Legende
| ID           | = | ID.Nr. des Denkmalregisters (Fornsök) im schwedische Amt für nationales Kulturerbe (Riksantikvarieämbetet (RAÄ)) |
| Lage         | = | Koordinatenangabe des Standorts                                                                                  |
| Bezeichnung  | = | Bezeichnung des Denkmalobjekts (auch RAÄ-Nr.)                                                                    |
| Beschreibung | = | Name (Denkmaltyp/Dokumentenverweis im Arkivsök) sowie eine kurze Beschreibung des Objekts                        |
| Bild         | = | Bild des Objekts sowie Verweis auf weitere Bilder                                                                |

## Fornminnen Augerum
| ID             | Lage    | Bezeichnung (RAÄ-Nr.) | Beschreibung | Bild           |
| -------------- | ------- | --------------------- | --- | -------------- |
| 10098600110001 | (Karte) | Augerum 11:1          | Augerum 11:1 (Grabstein / L1979:4651) dreieckiger pyramidenförmiger Grabsteinrest (ca. 1,8 m hoch) neben Grundstück Biskopsbergsvägen 36 (Augerum 1:35) am Westufer des Lyckebyån etwa 6 km nordöstlich Augerum neben Hofgrundstück Augerum 352 (L1978:7799) | Weitere Bilder |
| 10098600130001 | (Karte) | Augerum 13:1          | Augerum 13:1 (Gräberfeld / L1979:4653) ca. 65 x 25 m großes Gräberfeld neben Grundstück Biskopsbergsvägen 15 (Augerum 1:49) am Westufer des Lyckebyån etwa 5 km nordöstlich Augerum; im nördlichen Teil des Areals befinden sich zwei ca. 5 m große Domarringe, etwa 50 m nördlich davon befindet sich die Steinsetzung Augerum 14:1 (L1979:4705) | Weitere Bilder |
| 10098600140001 | (Karte) | Augerum 14:1          | Augerum 14:1 (Steinsetzung / L1979:4705) runde (ca. 9 m Durchmesser große), tw. überwachsene Steinsetzung neben Grundstück Biskopsbergsvägen 17 (Augerum 1:49) etwa 5 km nordöstlich Augerum; etwa 50 m südlich davon befindet sich das Gräberfeld Augerum 13:1 (L1979:4653) | Weitere Bilder |
| 10098600170001 | (Karte) | Augerum 17:1          | Augerum 17:1 (Steinhügelgrab / L1979:4189) rundes (ca. 6 m Durchmesser) Steinhügelgrab neben Grundstück Biskopsbergsvägen 29 (Augerum 1:60) etwa 5,5 km nordöstlich Augerum; östlich neben Fossilienfeld Augerum 144:1 (L1979:4564) | Weitere Bilder |
| 10098600180001 | (Karte) | Augerum 18:1          | Augerum 18:1 (Grabstein / L1979:4190) ca. 0,75 m hoher Grabstein gegenüber Grundstück Lyckeåborgsvägen 51 in der Ortschaft Lyckeåborg (bei Augerum 13:20), etwa 1,5 km nordöstlich Augerum, 130 m östlich der Straße neben einer Waldschneise | Weitere Bilder |
| 10098600190001 | (Karte) | Augerum 19:1          | Augerum 19:1 (Grabstein / L1979:4720) ca. 0,8 m hoher Grabstein neben Mölletorpsvägen 62, Lyckeåborg (Augerum 2:10), etwa 2 km nordöstlich Augerum | Weitere Bilder |
| 10098600220001 | (Karte) | Augerum 22:1          | Augerum 22:1 (Steinsetzung / L1979:4214) flache runde (ca. 8 m Durchmesser) Steinsetzung, etwa 1 km südlich der Kirche von Augerum (siehe auch - Objekt-ID:21300000003782), im Wald 50 m östlich der Straße | Weitere Bilder |
| 10098600240001 | (Karte) | Augerum 24:1          | Augerum 24:1 (Gräberfeld / L1979:4771) langgestrecktes Gräberfeld nördlich Lyckeby am Ostufer des Lyckebyån mit einem Umfang von ca. 220 x 40 m, bestehend aus 11 stehenden Steinen (ca. 2 m hoch) und 7 Hügeln, mittig eine Steinsetzung mit einem Durchmesser von etwa 10 m und 3 zusammenstehenden größeren Steinen. 50 m nördlich befindet sich die Steinsetzung Augerum 294 (L1978:5241) und westlich davon die ehemalige Wohnsiedlung Augerum 283 (L1978:5000) mit einem Umfang von ca. 220 x 100 m und südlich direkt am Flussufer drei Grabsteine Augerum 23:1 (L1979:4769), Augerum 23:2 (L1979:4215) und Augerum 23:3 (L1979:4770) | Weitere Bilder |
| 10098600250001 | (Karte) | Augerum 25:1          | Augerum 25:1 (Gräberfeld / L1979:4506) ca. 75 x 60 m großes Gräberfeld nordöstlich Lyckeby, etwa 200 m nördlich der E22 und 200 m östlich vom Gräberfeld Augerum 24:1 (L1979:4771); bestehend aus 7 Steinsetzungen (mit 4 - 7 m Durchmesser) und 5 Schiffssetzungen (etwa 12 - 20 m Größe) sowie der Petroglyphe Augerum 233 (L1978:4272); ca. 50 m nordwestlich befindet sich noch eine ca. 90 m lange (etwa 2-3 m breit) historische Straßenböschung Augerum 286 (L1978:5194) aus aufgeschütteten Steinen. | Weitere Bilder |
| 10098600260001 | (Karte) | Augerum 26:1          | Augerum 26:1 (Steinsetzung / L1979:5123) Beschreibung ergänzen | Weitere Bilder |
| 10098600310001 | (Karte) | Augerum 31:1          | Augerum 31:1 (Grabhügel / L1979:5143) Beschreibung ergänzen | Weitere Bilder |
| 10098600320001 | (Karte) | Augerum 32:1          | Augerum 32:1 (Steinkreis / L1979:5144) Steinkreis im südlichen Teil des Naturreservat schwedisch „Lyckeby ekebacke“ (SE0410129) einem alten Eichenwald; der Domarring besteht aus 8 bis zu 2 m hohen Steinblöcken. | Weitere Bilder |
| 10098600340001 | (Karte) | Augerum 34:1          | Augerum 34:1 (Steinsetzung / L1979:4373) runde (ca. 7 m Durchmesser) Steinsetzung, etwa 250 m westlich vom historischen Bauerngut „Gut Afvelsgärde“ (siehe 21320000039488) auf einem Hügel nördlich von Lyckyby und 100 m nördlich dem ehemaligen Dorf Vedeby Augerum 298 (L1978:8133), südöstlich neben den Steinsetzungen Augerum 35:1 (L1979:4921) und Augerum 36:1 (L1979:4922) | Weitere Bilder |
| 10098600350001 | (Karte) | Augerum 35:1          | Augerum 35:1 (Steinsetzung / L1979:4921) runde (ca. 7 m Durchmesser) Steinsetzung, etwa 300 m westlich vom historischen Bauerngut „Gut Afvelsgärde“ (siehe 21320000039488) auf einem Hügel nördlich von Lyckyby und 100 m nördlich dem ehemaligen Dorf Vedeby Augerum 298 (L1978:8133), nördlich neben den Steinsetzungen Augerum 34:1 (L1979:4373) und Augerum 36:1 (L1979:4922) | Weitere Bilder |
| 10098600360001 | (Karte) | Augerum 36:1          | Augerum 36:1 (Steinsetzung / L1979:4922) runde (ca. 6 m Durchmesser) Steinsetzung, etwa 350 m westlich vom historischen Bauerngut „Gut Afvelsgärde“ (siehe 21320000039488) auf einem Hügel nördlich von Lyckyby und 100 m nördlich dem ehemaligen Dorf Vedeby Augerum 298 (L1978:8133), östlich neben den Steinsetzungen Augerum 34:1 (L1979:4373) und Augerum 35:1 (L1979:4921) | Weitere Bilder |
| 10098600390001 | (Karte) | Augerum 39:1          | Augerum 39:1 (Steinhügelgrab / L1979:4388) Beschreibung ergänzen | Weitere Bilder |
| 10098600400001 | (Karte) | Augerum 40:1          | Augerum 40:1 (Steinhügelgrab / L1979:4970) Beschreibung ergänzen | Weitere Bilder |
| 10098600410001 | (Karte) | Augerum 41:1          | Augerum 41:1 (Steinhügelgrab / L1979:4971) Beschreibung ergänzen | Weitere Bilder |
| 10098600430001 | (Karte) | Augerum 43:1          | Augerum 43:1 (Grabstein / L1979:4441) Beschreibung ergänzen | Weitere Bilder |
| 10098600430002 | (Karte) | Augerum 43:2          | Augerum 43:2 (Grabstein / L1979:4442) Beschreibung ergänzen | Weitere Bilder |
| 10098600460001 | (Karte) | Augerum 46:1          | Augerum 46:1 (Steinhügelgrab / L1979:4454) Beschreibung ergänzen | Weitere Bilder |
| 10098600480001 | (Karte) | Augerum 48:1          | Augerum 48:1 (Gräberfeld / L1979:5038) Beschreibung ergänzen | Weitere Bilder |
| 10098600580001 | (Karte) | Augerum 58:1          | Augerum 58:1 (Steinhügelgrab / L1979:4843) Beschreibung ergänzen | Weitere Bilder |
| 10098600640002 | (Karte) | Augerum 64:2          | Augerum 64:2 (Grabstein / L1979:4329) Beschreibung ergänzen | Weitere Bilder |
| 10098600980001 | (Karte) | Augerum 98:1          | Augerum 98:1 (Steinsetzung / L1979:5125) Beschreibung ergänzen | Weitere Bilder |
| 10098601490001 | (Karte) | Augerum 149:1         | Augerum 149:1 (Steinsetzung / L1979:4635) Beschreibung ergänzen | Weitere Bilder |
| 10098601490002 | (Karte) | Augerum 149:2         | Augerum 149:2 (Grabstein / L1979:4111) Beschreibung ergänzen | Weitere Bilder |
| 10098601490003 | (Karte) | Augerum 149:3         | Augerum 149:3 (Steinsetzung / L1979:4109) Beschreibung ergänzen | Weitere Bilder |
| 10098601490004 | (Karte) | Augerum 149:4         | Augerum 149:4 (Grabstein / L1979:4110) Beschreibung ergänzen | Weitere Bilder |
| 10098601500001 | (Karte) | Augerum 150:1         | Augerum 150:1 (Steinsetzung / L1979:4046) Beschreibung ergänzen | Weitere Bilder |
| 12000000100280 | (Karte) | Augerum 220           | Augerum 220 (Petroglyphe / L1978:4232) Beschreibung ergänzen | Weitere Bilder |
| 12000000100282 | (Karte) | Augerum 221           | Augerum 221 (Petroglyphe / L1978:4330) Beschreibung ergänzen | Weitere Bilder |
| 12000000100284 | (Karte) | Augerum 222           | Augerum 222 (Petroglyphe / L1978:4331) Beschreibung ergänzen | Weitere Bilder |
| 12000000100286 | (Karte) | Augerum 223           | Augerum 223 (Petroglyphe / L1978:4430) Beschreibung ergänzen | Weitere Bilder |
| 12000000100288 | (Karte) | Augerum 224           | Augerum 224 (Petroglyphe / L1978:4431) Beschreibung ergänzen | Weitere Bilder |
| 12000000100290 | (Karte) | Augerum 225           | Augerum 225 (Petroglyphe / L1978:2994) Beschreibung ergänzen | Weitere Bilder |
| 12000000100292 | (Karte) | Augerum 226           | Augerum 226 (Petroglyphe / L1978:3538) Beschreibung ergänzen | Weitere Bilder |
| 12000000100294 | (Karte) | Augerum 227           | Augerum 227 (Petroglyphe / L1978:3539) Beschreibung ergänzen | Weitere Bilder |
| 12000000100296 | (Karte) | Augerum 228           | Augerum 228 (Petroglyphe / L1978:3726) Beschreibung ergänzen | Weitere Bilder |
| 12000000100298 | (Karte) | Augerum 229           | Augerum 229 (Petroglyphe / L1978:3727) Beschreibung ergänzen | Weitere Bilder |
| 12000000100300 | (Karte) | Augerum 230           | Augerum 230 (Petroglyphe / L1978:4441) Beschreibung ergänzen | Weitere Bilder |
| 12000000100304 | (Karte) | Augerum 232           | Augerum 232 (Petroglyphe / L1978:3631) Beschreibung ergänzen | Weitere Bilder |
| 12000000100306 | (Karte) | Augerum 233           | Augerum 233 (Petroglyphe / L1978:4272) Petroglyphen auf einem ca. 3 x 2 x 2 m großen Steinblock im Gräberfeld Augerum 25:1 (L1979:4506) nordöstlich Lyckeby | Weitere Bilder |
| 12000000100308 | (Karte) | Augerum 234           | Augerum 234 (Petroglyphe / L1978:4273) Beschreibung ergänzen | Weitere Bilder |
| 12000000100310 | (Karte) | Augerum 235           | Augerum 235 (Petroglyphe / L1978:4362) Beschreibung ergänzen | Weitere Bilder |
| 12000000100312 | (Karte) | Augerum 236           | Augerum 236 (Petroglyphe / L1978:4084) Beschreibung ergänzen | Weitere Bilder |
| 12000000100314 | (Karte) | Augerum 237           | Augerum 237 (Petroglyphe / L1978:4392) Beschreibung ergänzen | Weitere Bilder |
| 12000000100316 | (Karte) | Augerum 238           | Augerum 238 (Petroglyphe / L1978:4393) Beschreibung ergänzen | Weitere Bilder |
| 12000000100318 | (Karte) | Augerum 239           | Augerum 239 (Petroglyphe / L1978:4088) Beschreibung ergänzen | Weitere Bilder |
| 12000000100320 | (Karte) | Augerum 240           | Augerum 240 (Petroglyphe / L1978:4089) Beschreibung ergänzen | Weitere Bilder |
| 12000000100322 | (Karte) | Augerum 241           | Augerum 241 (Petroglyphe / L1978:4490) Beschreibung ergänzen | Weitere Bilder |
| 12000000100326 | (Karte) | Augerum 242           | Augerum 242 (Petroglyphe / L1978:4581) Beschreibung ergänzen | Weitere Bilder |
| 12000000125164 | (Karte) | Augerum 243           | Augerum 243 (Steinsetzung / L1978:7311) Beschreibung ergänzen | Weitere Bilder |
| 12000000130294 | (Karte) | Augerum 248           | Augerum 248 (Steinhügelgrab / L1978:4952) Beschreibung ergänzen | Weitere Bilder |
| 12000000130297 | (Karte) | Augerum 250           | Augerum 250 (Steinsetzung / L1978:4955) Beschreibung ergänzen | Weitere Bilder |
| 12000000131008 | (Karte) | Augerum 281           | Augerum 281 (Steinsetzung / L1978:4906) Beschreibung ergänzen | Weitere Bilder |
| 12000000131224 | (Karte) | Augerum 294           | Augerum 294 (Steinsetzung / L1978:5241) Steinsetzung (ca. 12 m Durchmesser) mit einer umgebenden Kette von Steinen, etwa 50 m nördlich des Gräberfelds Augerum 24:1 (L1979:4771) nördlich Lyckeby am Ostufer des Lyckebyån | Weitere Bilder |